# Siegfried Lerdon
Siegfried Lerdon (8 de agosto de 1905-9 de octubre de 1964) fue un deportista alemán que compitió en esgrima, especialista en las modalidades de florete y espada.
Participó en los Juegos Olímpicos de Berlín 1936, obteniendo una medalla de bronce en la prueba por equipos. Ganó una medalla de bronce en el Campeonato Mundial de Esgrima de 1935.

## Palmarés internacional
| Juegos Olímpicos   | Juegos Olímpicos  | Juegos Olímpicos  | Juegos Olímpicos    |
| Año                | Lugar             | Medalla           | Prueba              |
| ------------------ | ----------------- | ----------------- | ------------------- |
| 1936               | Berlín (Alemania) | Medalla de bronce | Florete por equipos |
| Campeonato Mundial |                   |                   |                     |
| Año                | Lugar             | Medalla           | Prueba              |
| 1935               | Lausana (Suiza)   | Medalla de bronce | Espada por equipos  |